# Université des sciences médicales de Babol
L'Université des sciences médicales de Babol (MUBabol) ( persan : دانشگاه علوم پزشکی بابل   , Danushgah-e 'lum-e Pezeshki-ye Babel ), est une université de médecine située dans la ville de Babol, dans la province de Mazandéran en Iran.
Elle a été fondée en tant qu'école de techniciens de laboratoire en 1962 et a été élevée au statut d'université en 1985.
Il compte plus de 3700 étudiants inscrits dans toutes les facultés[Quand ?]. L'université gère sept hôpitaux.

## Écoles
- Faculté de médecine (fondée en 1992),
- École d'infirmières et de sages-femmes (fondée en 2017)
- École dentaire (fondée en 1993),
- École de santé (fondée en 2018)
- École paramédicale (fondée en 1962)
- École de médecine traditionnelle (fondée en 2016)
- École de réadaptation (fondée en 2016)
- École d'infirmières (Ramsar)
- Institut de recherche en santé (fondé en 2016)

## Centres de recherche
1. Centre de recherche en biologie cellulaire et moléculaire
2. Centre de recherche sur les maladies pédiatriques non transmissibles
3. Centre de recherche sur l'infertilité et la santé de la reproduction
4. Centre de recherche sur les maladies infectieuses et la médecine tropicale
5. Centre de recherche sur les matériaux dentaires
6. Centre de recherche sur les déterminants sociaux de la santé
7. Centre de recherche sur les troubles de la mobilité
8. Centre de recherche sur le cancer
9. Centre de recherche en santé bucco-dentaire
10. Centre de Recherche en Médecine Traditionnelle et Histoire des Sciences Médicales
11. Centre de recherche en soins infirmiers
12. Centre de recherche en neurosciences
13. Centre de recherche en immunorégulation

## Revues internationales
1. Revue Caspienne de Recherche Dentaire
2. Journal caspien de médecine interne
3. Caspian Journal of Pediatric
4. Caspian Journal of Reproductive Medicine
5. Revue Caspienne de Scientométrie
6. Recherche actuelle en sciences médicales
7. Revue internationale de médecine moléculaire et cellulaire
8. Journal de Babol Univ. de Méd. Sci.

1. Hôpital Yahya Nezhad (1928)
2. Hôpital pédiatrique Amirkola (1961)
3. Hôpital Beheshti (1985)
4. Hôpital Rouhani (2006)
5. Hôpital Rajaee (1985)
6. Hôpital Fatemeh Sahra (1996)
7. 17 Hôpital Shahrivar (1986)

## Voir également
- L'enseignement supérieur en Iran